# Kubb (banda)
Kubb fue una banda británica de indie formada en 2005 en Londres.

## Miembros
La banda es constituida (2008) por::
- Harry Collier: vocalista
- Adj Buffone: guitarra
- Dominic Greensmith: batería
- John Tilley: teclado

## Discografía

### Álbumes de estudio
- Mother (14 de noviembre de 2005), Mercury - UK # 26[1]
- Live from London (iTunes) (7 de marzo de 2006)

### Sencillos
Del álbum Mother:
- "Somebody Else" (30 de mayo de 2005)
- "Remain" (22 de agosto de 2005), UK # 45[1]
- "Wicked Soul" (7 de noviembre de 2005), UK # 25[1]
- "Grow" (6 de febrero de 2006), UK # 18[1]
- "Remain" (1 de mayo de 2006), UK # 189